# Halenia silenoides
Halenia silenoides är en gentianaväxtart som beskrevs av Ernest Friedrich Gilg. Halenia silenoides ingår i släktet Halenia och familjen gentianaväxter. Inga underarter finns listade i Catalogue of Life.